# Hansrudolf Vontobel
Hansrudolf Vontobel (* 1940 in Rüti) ist ein Schweizer Innenarchitekt, Produktdesigner, Kunstlehrer und Unternehmer.

## Leben und Werk
Hansrudolf Vontobel absolvierte in Uster von 1956 bis 1960 eine Schreinerlehre. Zudem besuchte er von 1959 bis 1961 Abendkurse im Zeichnen bei Harry Buser an der Kunstgewerbeschule Zürich.
Nach einem Volontariat im Architekturbüro Cramer, Jaray, Paillard in Zürich studierte er bis 1964 Innenarchitektur bei Willy Guhl an der Kunstgewerbeschule Zürich. Vontobel  gründete 1965 sein eigenes Büro für Innenarchitektur, Architektur und Produktgestaltung. Neben zahlreichen privaten und institutionellen Projektaufträgen für Um- und Neubauten entwickelte und projektierte er für verschiedene Auftraggeber unterschiedliche Produkte.
Hansrudolf Vontobel war von 1968 bis 1970 Assistent am Lehrstuhl für Projektentwurf bei Werner Jaray an der Architekturfakultät der ETH Zürich. Von 1972 bis 1975 hatte er einen Lehrauftrag an der Kunstgewerbeschule Zürich für technisches Zeichnen inne. Danach unterrichtete Vontobel bis 1998 an der Fachklasse für Innenarchitektur und Produktgestaltung und leitete bis 2000 die Fachklasse für Innenarchitektur und Produktgestaltung an der Kunstgewerbeschule Zürich.
Hansrudolf Vontobel gründete 1999 seine eigene Firma für Pistenschlitten, die «Balancer GmbH» in Herrliberg.